# Bács-Kiskun vármegyei 3. sz. országgyűlési egyéni választókerület
A Bács-Kiskun vármegyei 3. sz. országgyűlési egyéni választókerület egyike annak a 106 választókerületnek, amelyre a 2011. évi CCIII. törvény Magyarország területét felosztja, és amelyben a választópolgárok egy-egy országgyűlési képviselőt választhatnak. A választókerület nevének szabványos rövidítése: Bács-Kiskun 03. OEVK. Székhelye: Kalocsa

## Területe
A választókerület az alábbi településeket foglalja magába:
1. Akasztó
2. Apostag
3. Bátya
4. Csengőd
5. Drágszél
6. Dunaegyháza
7. Dunapataj
8. Dunaszentbenedek
9. Dunatetétlen
10. Dunavecse
11. Foktő
12. Géderlak
13. Harta
14. Homokmégy
15. Kalocsa
16. Kaskantyú
17. Kiskőrös
18. Miske
19. Ordas
20. Öregcsertő
21. Páhi
22. Solt
23. Soltszentimre
24. Soltvadkert
25. Szakmár
26. Tabdi
27. Újsolt
28. Újtelek
29. Uszód

## Országgyűlési képviselője
| Név         | Párt                                         | Párt        | Terminus | Megjegyzés                                   |
| ----------- | -------------------------------------------- | ----------- | -------- | -------------------------------------------- |
| Font Sándor |                                              | Fidesz-KDNP | 2014 –   | A 2014-es országgyűlési választás eredménye: |
| Font Sándor | A 2018-as országgyűlési választás eredménye: | Fidesz-KDNP | 2014 –   |                                              |
| Font Sándor | A 2022-es országgyűlési választás eredménye: | Fidesz-KDNP | 2014 –   |                                              |

## Demográfiai profilja
| Iskolai végzettség                | Iskolai végzettség               | Iskolai végzettség | Iskolai végzettség | Iskolai végzettség |
| --------------------------------- | -------------------------------- | ------------------ | ------------------ | ------------------ |
|                                   |                                  |                    |                    | fő                 |
| Általános iskolát nem végezte el  | Általános iskolát nem végezte el |                    | 2018               | 2018               |
| Általános iskola                  | Általános iskola                 |                    | 15999              | 15999              |
| Szakmunkás                        | Szakmunkás                       |                    | 18909              | 18909              |
| Érettségi                         | Érettségi                        |                    | 19026              | 19026              |
| Diploma                           | Diploma                          |                    | 8890               | 8890               |
| A 2022. évi népszámlálás szerint. |                                  |                    |                    |                    |

A Bács-Kiskun vármegyei 3. sz. választókerület lakónépessége 2022. október 1-jén 77 916 fő volt. A 2011-es és a 2022-es népszámlálás között 5736 fővel csökkent a választókerület lakosság száma. A választókerületben a korösszetétel alapján a legtöbben a középkorúak élnek 28 286 fővel, míg a legkevesebben az időskorúak 17 641 fővel. A választókerület lakosságának a 78,7%-nál van internet elérési lehetőség.
A legmagasabb befejezett iskolai végzettség szerint az érettségi végzettséggel rendelkezők élnek a legtöbben 19 026 fő, utánuk a következő nagy csoport a szakmunkások 18 909 fővel.
Gazdasági aktivitás szerint a lakosság közel fele foglalkoztatott 35 885 fő, második legjelentősebb csoport az inaktív keresők, akik főleg nyugdíjasok 20 154 fővel.
A választókerület legjelentősebb nemzetiségi csoportja a cigány 1250 fő, illetve a német 1099 fő. Magyar állampolgársággal nem rendelkező külföldi állampolgárok aránya 0,9%.
Vallási összetétel szerint a választókerületben lakók legnagyobb vallása a római katolikus (20 516 fő), valamint jelentős közösség még a reformátusok (5946 fő). A vallási közösséghez nem tartozók száma szintén jelentős (6104 fő), a választókerületben a második legnagyobb csoport a római katolikus vallás után.

## Országgyűlési választások

### 2022
| Jelölt               | Jelölt                                          | Szavazatok | Arány  |
| -------------------- | ----------------------------------------------- | ---------- | ------ |
|                      | Font Sándor (Fidesz-KDNP)                       | 26 592     | 59,70% |
|                      | Magóné Tóth Gyöngyi (Egységben Magyarországért) | 13 464     | 30,23% |
|                      | Szabó Patrik (Mi Hazánk)                        | 2 778      | 6,24%  |
|                      | Kudron-Tonigold Nándor (MEMO)                   | 1 311      | 2,94%  |
|                      | Tara Lajos (NÉP)                                | 395        | 0,89%  |
|                      |                                                 |            |        |
| Érvényes szavazat    | Érvényes szavazat                               | 44 540     | 98,78% |
| Érvénytelen szavazat | Érvénytelen szavazat                            | 550        | 1,22%  |
| Összes szavazat      | Összes szavazat                                 | 45 090     | 100%   |

| Párt                             | Párt                   | Jelölt                 | Szavazatok | %     | ± %  |
| -------------------------------- | ---------------------- | ---------------------- | ---------- | ----- | ---- |
|                                  | Fidesz-KDNP            | Font Sándor            | 24 519     | 53,22 | 2,38 |
|                                  | Jobbik                 | Suhajda Krisztián      | 13 915     | 30,2  | 7,27 |
|                                  | MSZP-Párbeszéd         | Dr. Angeli Gabriella   | 5127       | 11,13 | 9,18 |
|                                  | LMP                    | Kerpács Rezső          | 1261       | 2,74  | 0,82 |
|                                  | Momentum               | Környei Balázs         | 580        | 1,26  | Új   |
|                                  | Egyéb pártok           |                        | 299        | 1,44  | 0,58 |
| Megjelent                        | Megjelent              | Megjelent              | 46 504     | 68,91 | 9,37 |
| Választópolgárok száma           | Választópolgárok száma | Választópolgárok száma | 67 485     | 100   | 3,13 |
| A Fidesz-KDNP tartja a körzetet. |                        |                        |            |       |      |

| Párt                                | Párt                   | Jelölt                 | Szavazatok | %     |
| ----------------------------------- | ---------------------- | ---------------------- | ---------- | ----- |
|                                     | Fidesz-KDNP            | Font Sándor            | 20 833     | 50,84 |
|                                     | Jobbik                 | Suhajda Krisztián      | 9397       | 22,93 |
|                                     | Összefogás             | Niedermüller Péter     | 8321       | 20,31 |
|                                     | LMP                    | Makádi Balázs          | 1457       | 3,56  |
|                                     | Szociáldemokraták      | Kollinger Attila       | 144        | 0,35  |
|                                     | Egyéb pártok           |                        | 824        | 2,02  |
| Megjelent                           | Megjelent              | Megjelent              | 41 441     | 59,54 |
| Választópolgárok száma              | Választópolgárok száma | Választópolgárok száma | 69 604     | 100   |
| A Fidesz-KDNP nyeri meg a körzetet. |                        |                        |            |       |

## Ellenzéki előválasztás – 2021

### Első forduló

#### Helyi képviselőjelöltek
| Jelölt          | Jelölt                                               | Szavazatok | Arány   |
| --------------- | ---------------------------------------------------- | ---------- | ------- |
|                 | Magóné Tóth Gyöngyi (DK, Momentum, Liberálisok, MMM) | 2 717      | 57,92%  |
|                 | Kudron Nándor (Jobbik)                               | 1 599      | 34,09%  |
|                 | Angeli Gabriella (MSZP-Párbeszéd)                    | 375        | 7,99%   |
|                 |                                                      |            |         |
| Összes szavazat | Összes szavazat                                      | 4 691      | 100,00% |

#### Miniszterelnök-jelöltek
| Jelölt          | Jelölt                                   | Szavazatok | Arány  |
| --------------- | ---------------------------------------- | ---------- | ------ |
|                 | Dobrev Klára (DK, Liberálisok)           | 2 045      | 43,54% |
|                 | Jakab Péter (Jobbik)                     | 1 153      | 24,55% |
|                 | Márki-Zay Péter (MMM, Új Világ)          | 770        | 16,39% |
|                 | Karácsony Gergely (Párbeszéd, MSZP, LMP) | 634        | 13,50% |
|                 | Fekete-Győr András (Momentum)            | 95         | 2,02%  |
|                 |                                          |            |        |
| Összes szavazat | Összes szavazat                          | 4 697      | 100%   |